# Цифрова модель покладу
Цифрова модель покладу (рос. цифровая модель залежи, англ. digital model of a mineral deposit, нім. digitales Modell n der Lagerstätte) – відтворення з метою планування гірничих робіт на кар'єрах чи шахтах характеристики ділянки у формі цифрової моделі, яка дозволяє оцінити структуру і якість корисної копалини, обсяги запланованих робіт та ін. Задача одержання цифрової моделі покладу вирішується в рамках геоінформатики. 